# Колубаївці
Колуба́ївці — село в Україні, у Гуменецькій сільській територіальній громаді Кам'янець-Подільського району Хмельницької області.

## Назва
Колубаївці в історичних актах зустрічаються іноді як «Котлубаївці» — свою назву, ймовірно, отримали від татарського хана «Котлубея» або «Котлубуги», який у XIV столітті вважався власником Подільської землі, але близько 1362 року був розбитий Ольгердом на Синіх Водах.

## Географія
Подільське село Колубаївці розташоване біля автомобільної дороги Н03 в 7 кілометрах на схід від міста Кам'янець-Подільський і в 4 кілометрах від села Шатава, у підніжжя Недоборських гір, покритих лісом. Через село протікає невеликий струмок, за місцевою назвою — «Фущівка», що є притокою річки Мукша.
Ґрунт як у селі, так і на полях — 3-ох сортів: глинистий, кам'янистий і більше чорноземний.

## Історія
Колубаївці розташовані на місцях доісторичного поселення: на їх території знаходять кам'яні знаряддя. У північно-східному напрямку від села в лісі знаходиться висока гора, яка має назву «Городисько»; зверху — площа, оточена валом. Народне сказання говорить, що на цій горі колись був монастир, розорений «солодовим Буняком» (ім'я половецького хана ХІ ст.).
Перші згадки про Колубаївці як невелике поселення в історичних документах датуються 1460, 1486 і 1512 роками.
У XVI столітті на основі грамоти князів Коріятовичів місто Кам'янець-Подільський розпочало судовий процес проти власників низки сіл, за право володіння землями. Серед цих сіл було село Колубаївці, процес розтягнувся аж на чотири століття.
У другій половині XVI століття Колубаївці належали Винярському, потім Закревському, в останній чверті XVII ст., за турецької влади, значилися за спадкоємцями Гумецького. 
На кордонах фунтів Колубаївських і міських (Кам'янця-Подільського), при річці Мукші, знаходиться присілок «Колубаєвська Мукша», тепер це село Лисогірка, що виник коло 1770 року.
Внаслідок поразки визвольних змагань на початку XX століття, село надовго окуповане російсько-більшовицькими загарбниками.
Радянська окупація принесла колективізацію та розкуркулення, мешканці села зазнали репресій.
В 1932–1933 селяни села пережили сталінський голодомор.
З 1991 року в складі незалежної України.
13 серпня 2015 року внаслідок об'єднання сільських рад село ввійшло до складу Гуменецької сільської громади, до цього органом місцевого самоврядування була Гуменецька сільська рада.

## Населення
Мешканців у Колубаївцях нараховується близько 678 чоловік станом на 2001 рік.
Згідно перепису 2015 року в селі мешкало 591 особа.

### Мова
Розподіл населення за рідною мовою за даними перепису 2001 року:
| Мова            | Кількість | Відсоток |
| --------------- | --------- | -------- |
| українська      | 672       | 99.12%   |
| російська       | 3         | 0.44%    |
| інші/не вказали | 3         | 0.44%    |
| Усього          | 678       | 100%     |

## Культові споруди
З 1740 до 1794 року в Колубаївцях була Покровська церква, дерев'яна, триверха, малого розміру. У 1794 році була побудована нова невелика церква на зразок хати, крита соломою, присвячена також на честь Покрова Пресвятої Богородиці; вона проіснувала недовго. У 1821 році збудована нині діюча кам'яна Покровська церква. До 1873 року вона була без купола; в цьому році був збудований дерев'яний купол, зроблено капітальний ремонт усієї церкви. Іконостас оновлений. У 1898 році добудована кам'яна дзвіниця, яка замінила колишній навіс на чотирьох стовпах . Існувала церковна школа з 1895 року.

## Охорона природи
Село лежить у межах національного природного парку «Подільські Товтри». Поблизу села на південь знаходиться пагорб «Товтра Висока».

## Відомі люди
- Дідик Михайло Петрович — український співак (лірико-драматичний тенор).